# Dirhipis
Dirhipis is een ondergeslacht van het geslacht van insecten Gynoplistia binnen de familie steltmuggen (Limoniidae).

## Soorten
Deze lijst van 8 stuks is mogelijk niet compleet.
- G. (Dirhipis) flavipennis (Philippi, 1866)
- G. (Dirhipis) fusca (Jaennicke, 1867)
- G. (Dirhipis) longiramus (Alexander, 1969)
- G. (Dirhipis) luteola (Alexander, 1971)
- G. (Dirhipis) pictipennis (Philippi, 1866)
- G. (Dirhipis) riedeliana (Enderlein, 1917)
- G. (Dirhipis) salgadoi (Alexander, 1971)
- G. (Dirhipis) striatipennis (Alexander, 1928)